# Soyuz TMA-01M
Soyuz TMA-01M fue una misión del programa Soyuz que llevó a los tres miembros de la tripulación de la Expedición 26 a la Estación Espacial Internacional. TMA-01M fue el vuelo n.º 107 de una nave Soyuz y el primero de la serie TMA-M. La aeronave permaneció atracada a la estación espacial durante la Expedición 25 a modo de vehículo de escape en caso de una eventual emergencia.

## Tripulación
La tripulación de Soyuz TMA-01M fue confirmada por NASA el 21 de noviembre de 2008.
| Puesto               | Tripulante                                       | Tripulante                                       |
| -------------------- | ------------------------------------------------ | ------------------------------------------------ |
| Comandante           | Aleksandr Kaleri, RSA Expedición 25 Quinto vuelo | Aleksandr Kaleri, RSA Expedición 25 Quinto vuelo |
| Ingeniero de vuelo 1 | Oleg Skripochka, RSA Expedición 25 Primer vuelo  | Oleg Skripochka, RSA Expedición 25 Primer vuelo  |
| Ingeniero de vuelo 2 | Scott Kelly, NASA Expedición 25 Tercer vuelo     | Scott Kelly, NASA Expedición 25 Tercer vuelo     |

### Tripulación de reserva
| Puesto               | Tripulante                       | Tripulante                       |
| -------------------- | -------------------------------- | -------------------------------- |
| Comandante           | Sergey Volkov, RSA Primer vuelo  | Sergey Volkov, RSA Primer vuelo  |
| Ingeniero de vuelo 1 | Oleg Kononenko, RSA Primer vuelo | Oleg Kononenko, RSA Primer vuelo |
| Ingeniero de vuelo 2 | Ronald Garan, NASA Primer vuelo  | Ronald Garan, NASA Primer vuelo  |